# ریچارد مروین هیر
ریچارد مروین هِر (Richard Mervyn Hare) زاده ۲۱ مارس ۱۹۱۹ و درگذشته ۲۹ ژانویه ۲۰۰۲، فیلسوف اخلاق انگلیسی است که از ۱۹۶۶ تا ۱۹۸۳ استاد دانشگاه آکسفورد بود. نظریه‌های او در فرااخلاق در نیمه دوم قرن بیستم تأثیرگذار بود. او به خاطر بسط «تجويزگرایی»(prescriptivism) در نظریه فرا اخلاق‌اش شهرت دارد. کتاب the languages of morals (زبان اخلاق) را امیر دیوانی (نشر طه) ترجمه کرده است. همچنین کتاب Plato (افلاطون) را ملیحه ابویی مهریزی(نشر فارسی) ترجمه کرده است.